# سوفیا پور
سوفیا پور (انگلیسی: Sophia Poor؛ زادهٔ ۲۵ ژوئن ۲۰۰۶) بازیکن فوتبال اهل انگلستان است که در پست دروازه‌بان برای باشگاه استون ویلا در سوپر لیگ زنان انگلستان بازی می‌کند.
وی همچنین در تیم ملی فوتبال زیر ۱۷ سال زنان انگلستان بازی کرده است.